# William Henry Smith (Politiker, 1833)

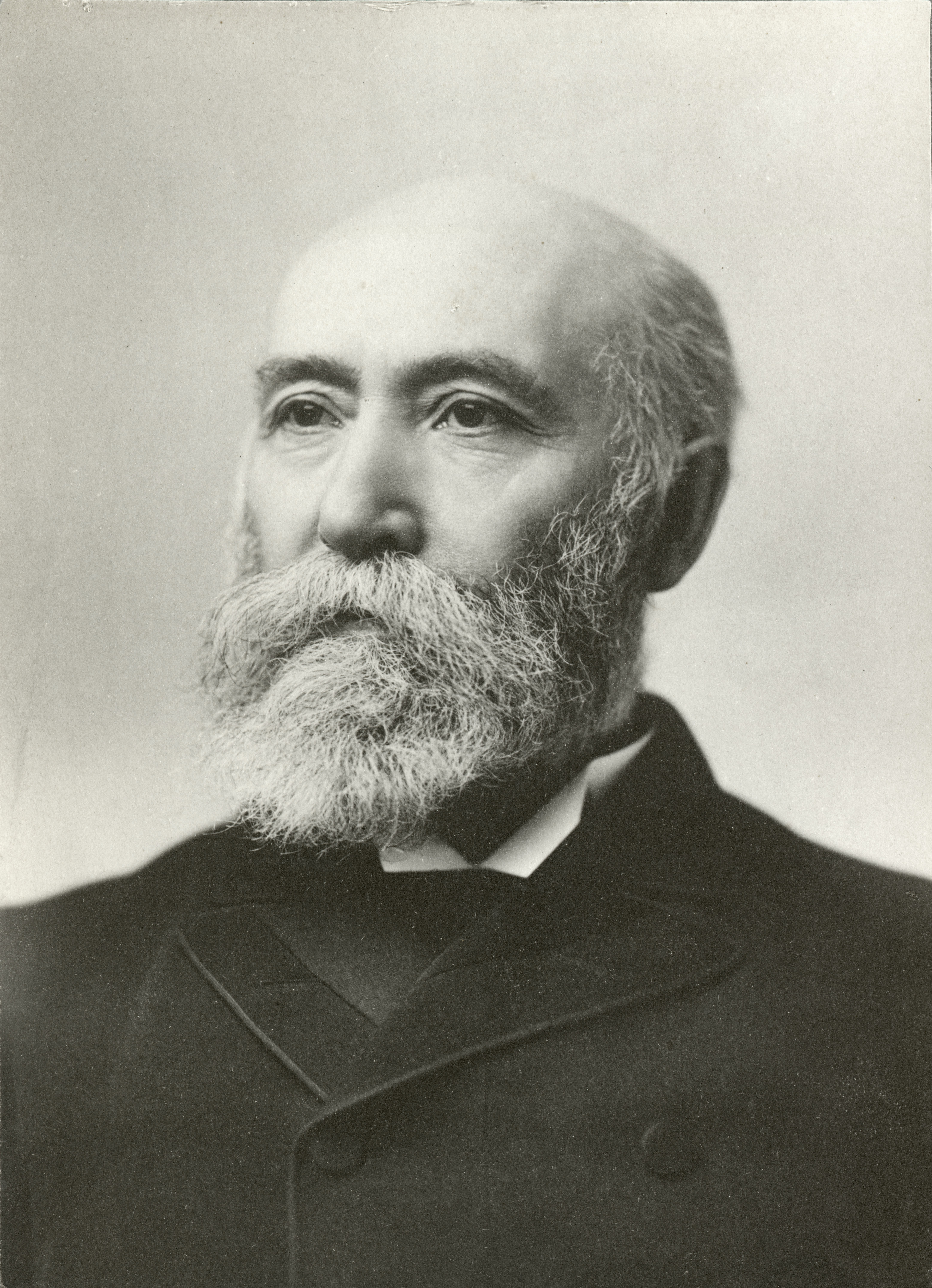
William Henry Smith

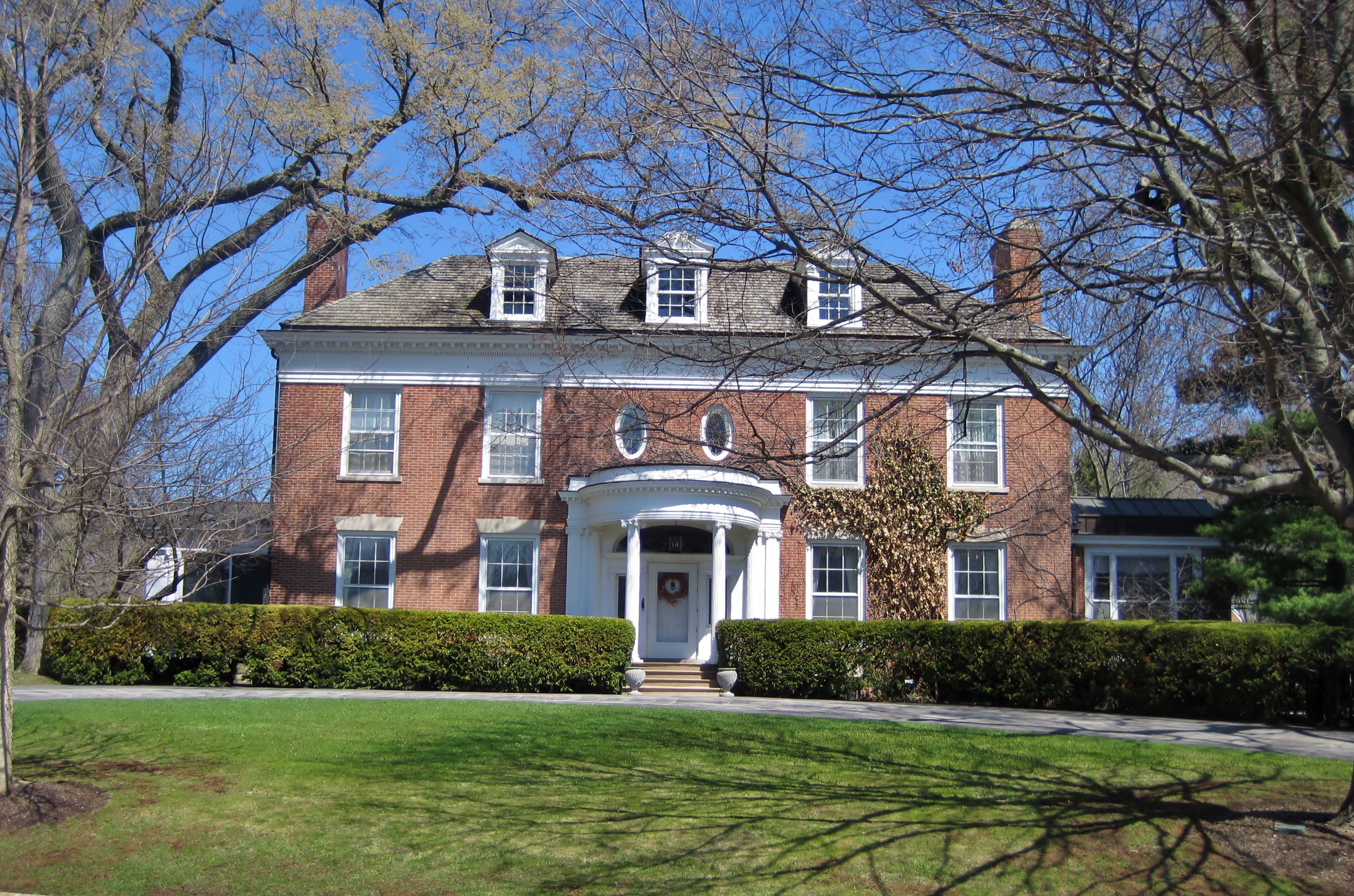
Anwesen von Smith in Lake Forest, Illinois

William Henry Smith (* 1. Dezember 1833 im Austerlitz, New York; † 27. Juli 1896 in Lake Forest, Illinois) war ein US-amerikanischer Zeitungsredakteur und Politiker (Republikanische Partei). Er war von 1865 bis 1868 Secretary of State von Ohio.

## Werdegang
William Henry Smith, Sohn von Almira Gott (1809–1861) und William DeForest Smith (1805–1849), wurde ungefähr vier Jahre vor dem Ausbruch der Wirtschaftskrise von 1837 im Columbia County geboren und verbrachte dort die ersten Jahre. Die Familie Smith zog dann 1836 nach Ohio. Dort ging er zu Schule. Smith war als Tutor, Redakteur der Literary Review in Cincinnati und als Redakteur der Cincinnati Gazette tätig, als der Bürgerkrieg ausbrach. Er warb aktiv für den Eintritt in die Unionsarmee.
Smith half bei der Nominierung von John Brough für den Posten des Gouverneurs von Ohio. Er wurde nach dessen Wahl zum Gouverneur im Jahr 1863 sein Privatsekretär. 1864 trat Smith von seinem Posten zurück, als die Republikaner ihn für das Amt des Secretary of State von Ohio nominierten. Er besiegten den Amtsinhaber William W. Armstrong von der Demokratischen Partei. Bei seiner Nominierung im Jahr 1866 besiegte er den Demokraten Benjamin Le Fevre.
Am 14. Januar 1868 trat er von seinem Posten als Secretary of State zurück, um den Cincinnati Chronicle zu betreiben. Wegen eines schlechten Gesundheitszustandes musste er aber die Tätigkeit nach kurzer Zeit aufgeben. 1870 übernahm er dann die Leitung der Western Associated Press in Chicago. Unter seiner Führung kam es im Januar 1883 zu der Fusion der Western Associated Press mit der New York Associated Press. Smith wurde Geschäftsführer des neuen Unternehmens.
Er verfasste und gab historische Werke heraus, einschließlich der St. Clair Papers im Jahr 1882. Am 27. Juli 1896 verstarb er in Lake Forest und wurde dann auf dem Lake Forest Cemetery beigesetzt.

## Familie
William Henry Smith war mit Emeline Reynolds (1839–1891) verheiratet. Das Paar hatte mindestens einen Sohn namens Delevan (1861–1922).

## Werke (Auswahl)
- 1882: The Life and Public Services of Arthur St. Clair, Band 1
- 1882: The Life and Public Services of Arthur St. Clair, Band 2